# Chrysobothris capensis
Chrysobothris capensis es una especie de escarabajo del género Chrysobothris, familia Buprestidae. Fue descrita científicamente por Kerremans en 1893.